# IIHF Continental Cup 2010/11
Der IIHF Continental Cup 2011/12 war die 15. Austragung des
Der IIHF Continental Cup 2010/11 war die 14. Austragung des von der Internationalen Eishockey-Föderation IIHF ausgetragenen Wettbewerbs. Das Turnier wurde vom 24. September 2010 bis 16. Januar 2011 ausgetragen. Insgesamt nahmen 19 Mannschaften aus 19 Nationen am Wettbewerb teil.
Zwei Finalrundenteilnehmer waren gesetzt, der Gastgeber HK Junost Minsk und der Titelverteidiger EC Red Bull Salzburg aus Österreich, als Vertreter der am höchsten platzierten Länder nach der IIHF-Ligenrangliste 2010, die für das Turnier gemeldet hatten. Die beiden weiteren Finalteilnehmer wurden in drei Qualifikationsrunden ermittelt.

## Teilnehmer
- EC Red Bull Salzburg
- HK Junost Minsk
- Sønderjysk Elitesport Vojens
- CH Jaca
- Kohtla-Järve Viru Sputnik
- Dragons de Rouen
- Coventry Blaze
- Dunaferr Dunaújváros
- HC Bat Yam
- HC Asiago
- HK Saryarka Karaganda
- HK Liepājas Metalurgs
- SC Energija Elektrėnai
- Tilburg Trappers
- KS Cracovia
- HSC Csíkszereda
- HDK Stavbar Maribor
- Ankara Üniversitesi SK
- HK Sokol Kiew

## Qualifikation

### Erste Runde
Die Spiele der ersten Runde fanden vom 24. bis 26. September 2010 im spanischen Jaca statt. Der SC Energija Elektrėnai konnte aufgrund von Problemen mit der Anreise nicht am Turnier teilnehmen.

#### Gruppe A
In der Gruppe A, die aufgrund der Absage des litauischen Klubs SC Energija Elektrėnai aufgrund von Problemen mit der Anreise nur mit drei Teams ausgespielt wurde, setzte sich der amtierende Spanische Meister und Gastgeber CH Jaca durch. Die Iberer siegten sowohl gegen den HC Bat Yam aus Israel als auch im abschließenden Gruppenspiel gegen Ankara Üniversitesi SK aus der Türkei souverän. Die Türken sicherten sich den zweiten Platz.
| 24. September 2010 21:00 Uhr | CH Jaca                | 15:0 (2:0, 7:0, 6:0) | HC Bat Yam             | Pabellón de Hielo, Jaca Zuschauer: 437 |
| 25. September 2010 21:00 Uhr | HC Bat Yam             | 3:8 (0:3, 1:3, 2:2)  | Ankara Üniversitesi SK | Pabellón de Hielo, Jaca Zuschauer: 250 |
| 26. September 2010 18:00 Uhr | Ankara Üniversitesi SK | 1:7 (1:4, 0:1, 0:2)  | CH Jaca                | Pabellón de Hielo, Jaca Zuschauer: 750 |

| Pl. |                        | Sp | S | OTS | OTN | N | Tore  | Punkte |
| 1.  | CH Jaca                | 2  | 2 | 0   | 0   | 0 | 22:01 | 6      |
| 2.  | Ankara Üniversitesi SK | 2  | 1 | 0   | 0   | 1 | 09:10 | 3      |
| 3.  | HC Bat Yam             | 2  | 0 | 0   | 0   | 2 | 03:23 | 0      |
| 4.  | SC Energija Elektrėnai | –  | – | –   | –   | – | 0–:0– | –      |

### Zweite Runde
Die zweite Runde des Continental Cups wurde vom 22. bis zum 24. Oktober 2010 in zwei Gruppen ausgespielt. Die Spielorte waren Tilburg in den Niederlanden und Maribor in Slowenien. Der Sieger der Gruppe A, CH Jaca, qualifizierte sich zur Teilnahme in der Gruppe B.

#### Gruppe B
| 22. Oktober 2010 16:00 Uhr | KS Cracovia               | 9:1 (1:0, 4:0, 4:1)  | Kohtla-Järve Viru Sputnik | IJssportcentrum, Tilburg Zuschauer: keine Angabe |
| 22. Oktober 2010 20:00 Uhr | Tilburg Trappers          | 8:2 (2:1, 3:0, 3:1)  | CH Jaca                   | IJssportcentrum, Tilburg Zuschauer: 1.000        |
| 23. Oktober 2010 15:00 Uhr | KS Cracovia               | 10:1 (2:0, 5:1, 3:0) | CH Jaca                   | IJssportcentrum, Tilburg Zuschauer: 600          |
| 23. Oktober 2010 19:00 Uhr | Kohtla-Järve Viru Sputnik | 7:4 (5:1, 0:2, 2:1)  | Tilburg Trappers          | IJssportcentrum, Tilburg Zuschauer: 900          |
| 24. Oktober 2010 14:00 Uhr | Tilburg Trappers          | 4:5 (0:0, 2:1, 2:4)  | KS Cracovia               | IJssportcentrum, Tilburg Zuschauer: 1.000        |
| 24. Oktober 2010 18:00 Uhr | CH Jaca                   | 3:5 (2:1, 0:2, 2:1)  | Kohtla-Järve Viru Sputnik | IJssportcentrum, Tilburg Zuschauer: 200          |

| Pl. |                           | Sp | S | OTS | OTN | N | Tore  | Punkte |
| 1.  | KS Cracovia               | 3  | 3 | 0   | 0   | 0 | 24:06 | 9      |
| 2.  | Kohtla-Järve Viru Sputnik | 3  | 2 | 0   | 0   | 1 | 13:16 | 6      |
| 3.  | Tilburg Trappers          | 3  | 1 | 0   | 0   | 2 | 16:14 | 3      |
| 4.  | CH Jaca                   | 3  | 0 | 0   | 0   | 3 | 06:23 | 0      |

#### Gruppe C
| 22. Oktober 2010 15:30 Uhr | HK Saryarka Karaganda  | 7:0 (3:0, 2:0, 2:0) | Dunaújvárosi Acélbikák | Ledna Dvorana Tabor, Maribor Zuschauer: 370 |
| 22. Oktober 2010 19:00 Uhr | HDK Stavbar Maribor    | 3:8 (1:3, 1:4, 1:1) | HSC Csíkszereda        | Ledna Dvorana Tabor, Maribor Zuschauer: 490 |
| 23. Oktober 2010 15:30 Uhr | HSC Csíkszereda        | 4:3 (3:2, 0:0, 1:1) | HK Saryarka Karaganda  | Ledna Dvorana Tabor, Maribor Zuschauer: 350 |
| 23. Oktober 2010 19:00 Uhr | Dunaújvárosi Acélbikák | 2:3 (2:2, 0:0, 0:1) | HDK Stavbar Maribor    | Ledna Dvorana Tabor, Maribor Zuschauer: 555 |
| 24. Oktober 2010 15:30 Uhr | Dunaújvárosi Acélbikák | 5:2 (1:0, 1:0, 3:2) | HSC Csíkszereda        | Ledna Dvorana Tabor, Maribor Zuschauer: 370 |
| 24. Oktober 2010 19:00 Uhr | HDK Stavbar Maribor    | 2:6 (0:2, 2:2, 0:2) | HK Saryarka Karaganda  | Ledna Dvorana Tabor, Maribor Zuschauer: 570 |

| Pl. |                        | Sp | S | OTS | OTN | N | Tore  | Punkte |
| 1.  | HSC Csíkszereda        | 3  | 2 | 0   | 0   | 1 | 14:11 | 6      |
| 2.  | HK Saryarka Karaganda  | 3  | 2 | 0   | 0   | 1 | 16:06 | 6      |
| 3.  | HDK Stavbar Maribor    | 3  | 1 | 0   | 0   | 2 | 08:16 | 3      |
| 4.  | Dunaújvárosi Acélbikák | 3  | 1 | 0   | 0   | 2 | 07:12 | 3      |

### Dritte Runde
Die dritte Runde des Continental Cups fand vom 26. bis 28. November 2010 statt. Gespielt wurde in zwei Gruppen im französischen Rouen und italienischen Asiago. Der Sieger der Gruppe B, KS Cracovia, qualifizierte sich zur Teilnahme in der Gruppe D, während der Sieger der Gruppe C, der HSC Csíkszereda, das Ticket zur Teilnahme in der Gruppe E löste.

#### Gruppe D
| 26. November 2010 16:30 Uhr | Coventry Blaze        | 6:1 (3:0, 3:0, 0:1)            | HK Liepājas Metalurgs | Île Lacroix, Rouen Zuschauer: 1.291        |
| 26. November 2010 20:00 Uhr | Dragons de Rouen      | 1:2 n. V. (0:1, 1:0, 0:0, 0:1) | KS Cracovia           | Île Lacroix, Rouen Zuschauer: 1.991        |
| 27. November 2010 16:30 Uhr | KS Cracovia           | 1:6 (0:1, 1:3, 0:2)            | Coventry Blaze        | Île Lacroix, Rouen Zuschauer: keine Angabe |
| 27. November 2010 20:00 Uhr | HK Liepājas Metalurgs | 1:4 (1:1, 0:3, 0:0)            | Dragons de Rouen      | Île Lacroix, Rouen Zuschauer: 2.528        |
| 28. November 2010 16:00 Uhr | KS Cracovia           | 7:5 (3:0, 4:2, 0:3)            | HK Liepājas Metalurgs | Île Lacroix, Rouen Zuschauer: 1.755        |
| 28. November 2010 19:30 Uhr | Dragons de Rouen      | 7:5 (3:2, 3:1, 1:2)            | Coventry Blaze        | Île Lacroix, Rouen Zuschauer: 2.747        |

| Pl. |                       | Sp | S | OTS | OTN | N | Tore  | Punkte |
| 1.  | Dragons de Rouen      | 3  | 2 | 0   | 1   | 0 | 12:06 | 7      |
| 2.  | Coventry Blaze        | 3  | 2 | 0   | 0   | 1 | 15:09 | 6      |
| 3.  | KS Cracovia           | 3  | 1 | 1   | 0   | 1 | 10:12 | 5      |
| 4.  | HK Liepājas Metalurgs | 3  | 0 | 0   | 0   | 3 | 07:17 | 0      |

#### Gruppe E
| 26. November 2010 17:00 Uhr | Sønderjysk Elitesport Vojens | 5:3 (1:1, 4:1, 0:1)                 | HSC Csíkszereda              | Pala Hodegart, Asiago Zuschauer: 400   |
| 26. November 2010 20:30 Uhr | HC Asiago                    | 4:3 n. P. (1:0, 2:1, 0:2, 0:0, 1:0) | HK Sokol Kiew                | Pala Hodegart, Asiago Zuschauer: 1.100 |
| 27. November 2010 17:00 Uhr | HK Sokol Kiew                | 2:3 (0:0, 2:1, 0:2)                 | Sønderjysk Elitesport Vojens | Pala Hodegart, Asiago Zuschauer: 500   |
| 27. November 2010 20:30 Uhr | HC Asiago                    | 6:1 (3:0, 1:0, 2:1)                 | HSC Csíkszereda              | Pala Hodegart, Asiago Zuschauer: 1.500 |
| 28. November 2010 17:00 Uhr | HSC Csíkszereda              | 4:7 (1:2, 0:3, 3:2)                 | HK Sokol Kiew                | Pala Hodegart, Asiago Zuschauer: 300   |
| 28. November 2010 20:30 Uhr | Sønderjysk Elitesport Vojens | 4:3 n. P. (0:1, 1:0, 2:2, 0:0, 1:0) | HC Asiago                    | Pala Hodegart, Asiago Zuschauer: 1.700 |

| Pl. |                              | Sp | S | OTS | OTN | N | Tore  | Punkte |
| 1.  | Sønderjysk Elitesport Vojens | 3  | 2 | 1   | 0   | 0 | 12:08 | 8      |
| 2.  | HC Asiago                    | 3  | 1 | 1   | 1   | 0 | 13:08 | 6      |
| 3.  | HK Sokol Kiew                | 3  | 1 | 0   | 1   | 1 | 12:11 | 4      |
| 4.  | HSC Csíkszereda              | 3  | 0 | 0   | 0   | 3 | 08:18 | 0      |

## Super Final
Das Super Final des Continental Cups fand vom 14. bis 16. Januar 2011 statt. Der Austragungsort des Turniers war die belarussische Hauptstadt Minsk. Neben den bereits gesetzten Vertretern aus Belarus und Österreich, dem Gastgeber HK Junost Minsk und dem Titelverteidiger EC Red Bull Salzburg, sicherten sich in der finalen Qualifikationsrunde die Dragons de Rouen aus Frankreich, als die Sieger der Gruppen D, und Sønderjysk Elitesport Vojens aus Dänemark, als Sieger der Gruppe E, die verbleibenden zwei Plätze.
Bereits am ersten Spieltag gaben sich die Favoriten – der Gastgeber aus Minsk und der Titelverteidiger aus Salzburg – keine Blöße und gewannen ihre Auftaktpartien. Minsk mühte sich beim knappen 2:1 gegen Sønderjysk Elitesport Vojens aber mehr als Salzburg gegen die Dragons de Rouen. Ein ähnliches Bild zeigte sich auch in der folgenden Runde. Sowohl Salzburg als auch Minsk gingen siegreich aus ihren Partien hervor und so musste die abschließende Partie des Wettbewerbs über den Sieg entscheiden. Zuvor konnte sich Sønderjysk Elitesport durch einen 3:2-Sieg über Rouen den dritten Rang sichern. Es war das beste Ergebnis einer dänischen Mannschaft im Continental Cup. In der Finalpartie erwischten die Gastgeber den besseren Start und lagen kurz vor Ende des Startdrittels mit 3:0 in Front. Zwar konnten die Österreicher noch vor der Drittelpause verkürzen, ein weiterer Treffer der Belarussen im Mitteldrittel stellte den alten Abstand aber wieder her. Die Aufholjagd des Titelverteidigers im Schlussabschnitt blieb erfolglos und so konnte Junost Minsk zum zweiten Mal nach 2007 den Gewinn des Continental Cups feiern.
Die sechs Spiele in der 15.000 Zuschauer fassenden Minsk-Arena besuchten insgesamt 43.410 Zuschauer. Dabei war die abschließende Partie zwischen dem HK Junost Minsk und EC Red Bull Salzburg mit 14.550 Zuschauern nahezu ausverkauft.

### Gruppe F
| 14. Januar 2011 14:00 Uhr | EC Red Bull Salzburg R. Duncan (1:11) A. Lakos (3:02) D. Welser (34:33) R. Duncan (43:14) S. Heshka (45:18) M. Schiechl (45:45) | 6:1 (2:1, 1:0, 3:0) Spielbericht (PDF; 49 kB) | Dragons de Rouen C. Mallette (14:15)                                                                   | Minsk-Arena, Minsk Zuschauer: 4.200  |
| 14. Januar 2011 18:00 Uhr | HK Junost Minsk S. Sadseljonau (18:50) A. Kitarau (26:36)                                                                       | 2:1 (1:0, 1:1, 0:0) Spielbericht (PDF; 48 kB) | Sønderjysk Elitesport Vojens C. Kjærgaard (37:55)                                                      | Minsk-Arena, Minsk Zuschauer: 8.810  |
| 15. Januar 2011 14:00 Uhr | Dragons de Rouen C. Mallette (18:41) A. Rech (24:28)                                                                            | 2:4 (1:0, 1:2, 0:2) Spielbericht (PDF; 49 kB) | HK Junost Minsk A. Baranau (22:28) A. Sjankewitsch (25:37) A. Radsinski (50:47) O. Tymtschenko (51:20) | Minsk-Arena, Minsk Zuschauer: 7.800  |
| 15. Januar 2011 18:00 Uhr | EC Red Bull Salzburg S. Regier (9:15) R. Abid (11:08) R. Abid (38:25)                                                           | 3:2 (2:1, 1:1, 0:0) Spielbericht (PDF; 48 kB) | Sønderjysk Elitesport Vojens D. Van Ballegooie (13:58) M. Lund (35:57)                                 | Minsk-Arena, Minsk Zuschauer: 4.200  |
| 16. Januar 2011 14:00 Uhr | Sønderjysk Elitesport Vojens J. Guerriero (31:00) N. Carlsen (41:25) K. Lykkeskov (54:46)                                       | 3:2 (0:0, 1:1, 2:1) Spielbericht (PDF; 49 kB) | Dragons de Rouen I. Salmivirta (28:55) M. Brunelle (56:04)                                             | Minsk-Arena, Minsk Zuschauer: 3.850  |
| 16. Januar 2011 18:00 Uhr | HK Junost Minsk A. Baraukou (2:46) A. Stepanow (8:37) A. Baschko (18:03) A. Kitarau (27:31)                                     | 4:3 (3:1, 1:0, 0:2) Spielbericht (PDF; 49 kB) | EC Red Bull Salzburg R. Duncan (18:49) S. Regier (47:21) D. Lynch (55:10)                              | Minsk-Arena, Minsk Zuschauer: 14.550 |

| Pl. |                              | Sp | S | OTS | OTN | N | Tore  | Punkte |
| 1.  | HK Junost Minsk              | 3  | 3 | 0   | 0   | 0 | 10:06 | 9      |
| 2.  | EC Red Bull Salzburg         | 3  | 2 | 0   | 0   | 1 | 12:07 | 6      |
| 3.  | Sønderjysk Elitesport Vojens | 3  | 1 | 0   | 0   | 2 | 06:07 | 3      |
| 4.  | Dragons de Rouen             | 3  | 0 | 0   | 0   | 3 | 05:13 | 0      |

## Auszeichnungen
Spielertrophäen
| Auszeichnung       | Spieler               | Team                         |
| ------------------ | --------------------- | ---------------------------- |
| Bester Torhüter    | Mika Oksa             | HK Junost Minsk              |
| Bester Verteidiger | Dustin Van Ballegooie | Sønderjysk Elitesport Vojens |
| Bester Stürmer     | Ryan Duncan           | EC Red Bull Salzburg         |
| Topscorer          | Ryan Duncan           | EC Red Bull Salzburg         |

Die Auszeichnungen im Rahmen des Finalturniers erhielten Torwart Mika Oksa vom Turniersieger HK Junost Minsk, der kanadische Verteidiger Dustin Van Ballegooie in Diensten von Sønderjysk Elitesport Vojens sowie der kanadische Stürmer Ryan Duncan vom österreichischen Klub EC Red Bull Salzburg.
Die Krone des Topscorers und besten Torschützen sicherte sich Ryan Duncan vom EC Red Bull Salzburg. Seine drei Tore und sechs Punkte waren in beiden Wertungen nicht zu überbieten. Der Franzose Julien Desrosiers von den Dragons de Rouen sicherte sich mit vier Assists den Titel des besten Vorlagengebers. Die beste Fangquote unter den Torhütern wies Alfie Michaud von Sønderjysk Elitesport Vojens vor, der 91,86 Prozent der Schüsse auf sein Tor parierte.
All-Star-Team
| Angriff:      | Ramzi Abid – Carl Mallette – Ryan Duncan |
| Verteidigung: | Aljaksej Baranau – Dustin Van Ballegooie |
| Tor:          | Mika Oksa                                |

Im erstmals ausgezeichneten All-Star-Team des Finalturniers fanden sich Spieler von allen vier Teilnehmern wieder. Auf der Torwartposition erhielt Mika Oksa vom HK Junost Minsk die Nominierung. Davor besetzten sein Teamkollege Aljaksej Baranau und Dustin Van Ballegooie von Sønderjysk Elitesport Vojens die Verteidigerpositionen. Im Sturm gesellte sich Carl Mallette von den Dragons de Rouen zu den beiden Salzburgern Ryan Duncan und Ramzi Abid.

### Siegermannschaft
| IIHF-Continental-Cup-Sieger HK Junost Minsk | Torhüter: Maksim Maljuzin, Mika Oksa Verteidiger: Aljaksej Baranau, Andrej Baschko, Aljaksej Dsjaniskin, Sjarhej Jarkowitsch, Andrej Karau, Aljaksandr Radsinski, Sjarhej Scheleh, Iwan Ussenka Angreifer: Aljaksandr Baraukou, Aljaksandr Kitarau, Wladislaw Klotschkow, Oleksandr Materuchin, Kanstanzin Sacharau, Sjarhej Sadseljonau, Oleh Schafarenko, Arzjom Sjankewitsch, Maksim Slysch, Andrei Stepanow, Jaraslau Tschuprys, Oleh Tymtschenko Cheftrainer: Michail Sacharau |